# Anetol
Anetol (používá se i označení anethol; systematický název 1-methoxy-4-(1-propenyl)benzen) je aromatická sloučenina (nenasycený ether), způsobující charakteristickou "lékořicovou" chuť a vůni anýzu, fenyklu, badyánu a anýzové myrty. Někdy bývá též označován jako p-propenylanisol, anýzový kafr, isoestragol nebo anýzový olej. Nemá žádnou spojitost s glycyrrhizinem, sloučeninou způsobující sladkou chuť lékořice.

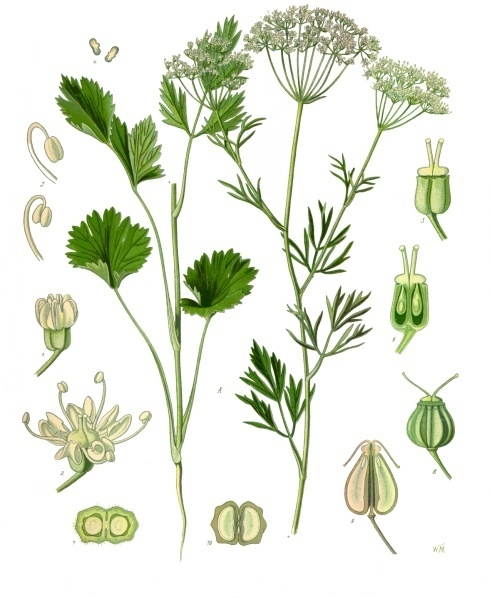
Bedrník anýz, rostlina s přirozeným obsahem anetolu

Podobnou látkou je estragol, aromatická sloučenina obsažená v estragonu a bazalce.
Anetol je mírně toxický a ve větších dávkách může dráždit. Může stimulovat regeneraci jater u potkanů a ve větších dávkách má spasmolytické účinky. Je chemickým prekurzorem paramethoxyamfetaminu (PMA).

## Struktura a vlastnosti

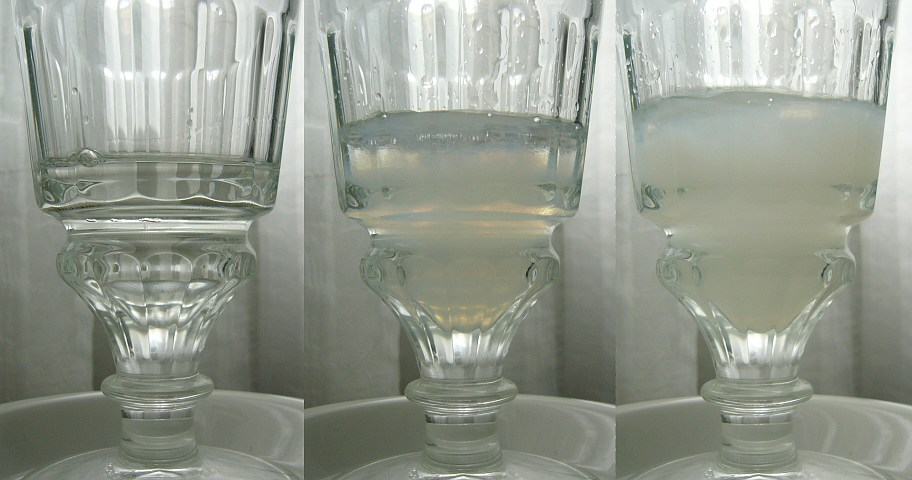
Ouzo efekt způsobený nerozpustností anetolu ve vodě

V čisté formě se jedná o čirou bezbarvou až jantarově zbarvenou kapalinu se sladkou anýzovou chutí. Je nerozpustný ve vodě, ale rozpustný v ethanolu - to způsobuje ouzo efekt při smíchání anýzových likérů s vodou.

cis-anetol a trans-anetol: dva izomery anetolu

Anetol se vyskytuje jako cis i trans izomer podle uspořádání na dvojné vazbě mimo benzenové jádro, ale běžnější (asi 90 % molekul) a pro použití preferovaná forma je trans. Cis izomer, který může vznikat při vystavení přímému světlu nebo vysokým teplotám, je pro zvířata asi 15-38x toxičtější. Syntetický anetol přitom bývá "znečištěn" větším množství cis izomeru, než anetol získaný z přírodních extraktů.

## Využití
Majoritní využití (asi 80 %) anetolu je jako vonné látky v hygienických potřebách, například zubní pastě nebo ústní vodě.
Anetol je asi třináckrát sladší než cukr a používá se jako dochucovadlo v potravinářství. Je zastoupen v celé řadě alkoholických nápojů a likérů, jako jsou arak, aguardiente, absint, ouzo, mastika, Jägermeister, sambuca, Brokmöpke, anísado nebo raki. Obsah trans-anetolu v těchto nápojích bývá 0,125-4,04 g/l.
Tradičně se rostliny s obsahem anetholu používají v medicíně pro jeho protinadýmavé účinky, jako podpora vykašlávání nebo jako diuretikum.